# 1895 au théâtre
| Années du théâtre : 1892 - 1893 - 1894 - 1895 - 1896 - 1897 - 1898    |
| Décennies du théâtre : 1860 - 1870 - 1880 - 1890 - 1900 - 1910 - 1920 |

## Événements
- Création du Théâtre du Peuple à Bussang dans les Vosges par Maurice Pottecher.

- Ouverture à New York de l'Olympia Theatre, vaste complexe théâtral (théâtre, music hall, opéra, salle de concert, théâtre-jardin sur le toit) aux 1514-1516 de la 44e Rue, à Longacre Square (plus tard Times Square), Manhattank.

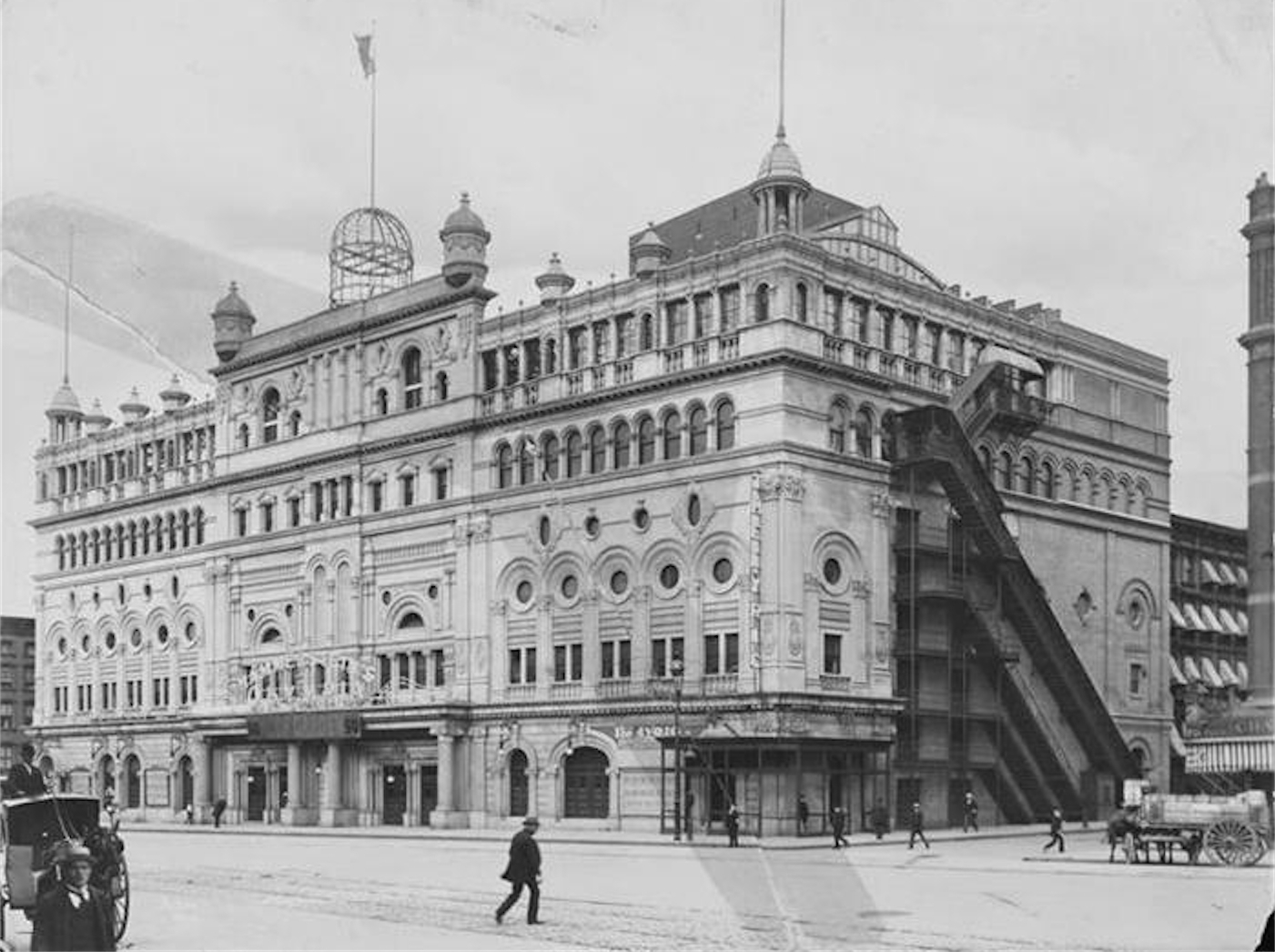
L'Olympia Theatre en 1898.

## Pièces de théâtre publiées
- Erdgeist (L'Esprit de la terre) de Frank Wedekind.

## Pièces de théâtre représentées
- 12 janvier : première représentation de Petit Eyolf d'Henrik Ibsen - en  allemand : Klein Eyolf - à Berlin au Deutsches Theater
- 14 février : première représentation, au St James's Theatre (en) à Londres, de la comédie théâtrale L'Importance d'être Constant d'Oscar Wilde.
- 18 février : Les Gaîtés de l'escadron, comédie  de Georges Courteline et Édouard Norès, créée au théâtre de l'Ambigu-Comique à Paris.
- 15 mars : Les Pieds nickelés, comédie en 1 acte de Tristan Bernard, théâtre de l'Œuvre, Paris.
- 8 mai : création en française de Petit Eyolf d'Henrik Ibsen, mise en scène Lugné-Poe, au Théâtre de l'Œuvre à Paris.
- 26 juillet : La Rose bleue, comédie-vaudeville en un acte d'Eugène Brieux au Grand Théâtre de Genève.
- 22 octobre : Messire du Guesclin, drame historique en 3 actes, un prologue et un épilogue de Paul Déroulède, créé au théâtre de la Porte-Saint-Martin.

## Naissances
- 28 février : Marcel Pagnol, romancier, dramaturge et cinéaste français, mort le 18 avril 1974.
- 14 avril : Mary Marquet, actrice française, morte le 29 août 1979.
- 23 avril : Ngaio Marsh, auteure néo-zélandaise de romans policiers et dramaturge, morte le 18 février 1982.
- 20 avril : Henry de Montherlant, romancier, essayiste et dramaturge français, mort le 21 septembre 1972.

## Décès
- 27 novembre : Alexandre Dumas fils, romancier et dramaturge français, né le 27 juillet.